# 穆格爾巴赫河
50°2′8″N 12°23′56.5″E / 50.03556°N 12.399028°E

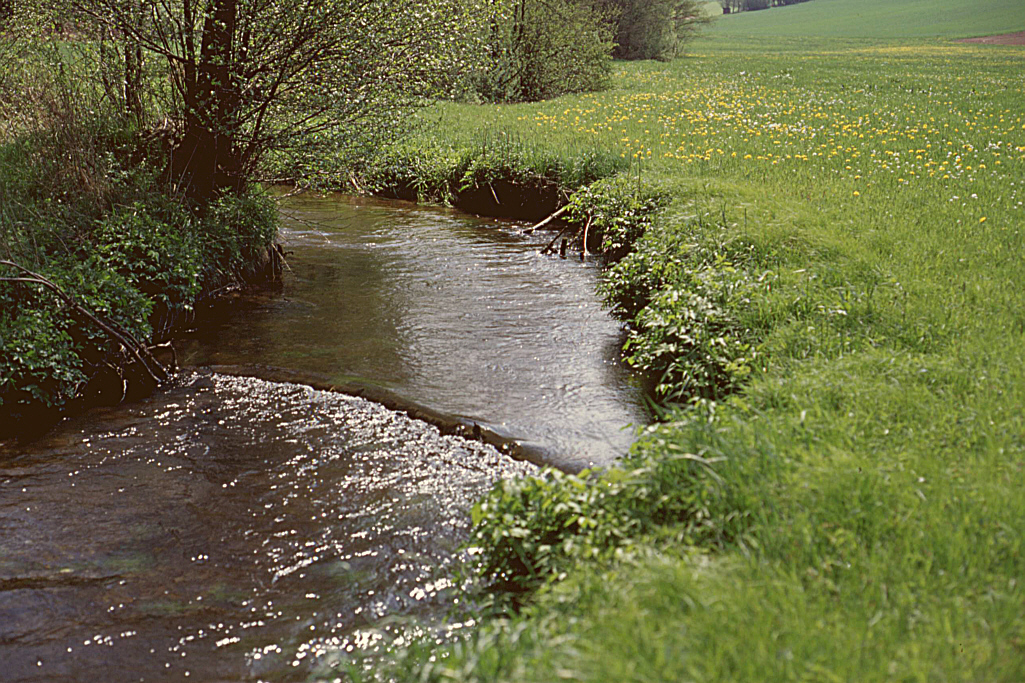

穆格爾巴赫河是德國的河流，位於該國東南部，由巴伐利亞負責管轄，屬於翁德雷布河的右支流，河道全長19.1公里，流域面積66.9平方公里。